# Fuyu (Songyuan)
Fuyu (chinesisch 扶余市, Pinyin Fúyú Shì) ist eine kreisfreie Stadt, die zum Verwaltungsgebiet der bezirksfreien Stadt Songyuan im Westen der chinesischen Provinz Jilin gehört. Sie hat eine Fläche von 4.627 km² und zählt 718.987 Einwohner (Stand: Zensus 2010). Ihr Hauptort ist die Großgemeinde Sanchahe (三岔河镇).
Am 24. Januar 2013 wurde der ehemalige Kreis Fuyu in eine kreisfreie Stadt umgewandelt.
Die Große Jin-Dynastie Siegesstele (Da Jin Deshengtuo songbei 大金得胜陀颂碑), der früheste Jurchen-Text aus der Dading-Ära (1161–1189) des Shìzōng 世宗, steht seit 1988 auf der Liste der Denkmäler der Volksrepublik China (3-178).